# Duhlata-barlang
A Duhlata-barlang (bolgárul: Духлата) vagy másik nevén Boszneki-barlang (bolgárul: Боснешката пещера) Bulgária leghosszabb barlangja. A Duhlata-barlang a Vitosa-hegységben található, Bosznek község területén, a Sztruma-folyó jobboldali partján. Neve a szélfúvásra utal. 
A Duhlata-barlang jelenleg ismert hossza 18200 méter, mélysége 53 méter. Szerkezete bonyolult, 6 emeletre osztható labirintus. Valószínűleg a Sztruma-folyó föld alatti ágai hozták létre a barlang járatrendszerét. Formakincse változatos, rengeteg folyosó, csarnokszerű terem, tó, vízesés található benne. Hét barlangi patak folyik a járatokban. A Duhlata-barlang jól ismert, részletesen feltérképezett képződmény, Bulgária természetvédelmi értéke, csak szakképzett barlangászok látogathatják, a Vitosa Nemzeti Park Igazgatóságától kapott engedély birtokában. 
A barlangban 6 denevérfajt tartanak számon.

## Fordítás
- Ez a szócikk részben vagy egészben  a   Duhlata című angol Wikipédia-szócikk fordításán alapul.  Az eredeti cikk szerkesztőit annak laptörténete sorolja fel. Ez a jelzés csupán a megfogalmazás eredetét és a szerzői jogokat jelzi, nem szolgál a cikkben szereplő információk forrásmegjelöléseként.
- Ez a szócikk részben vagy egészben  a(z)   Духлата című bolgár Wikipédia-szócikk fordításán alapul.  Az eredeti cikk szerkesztőit annak laptörténete sorolja fel. Ez a jelzés csupán a megfogalmazás eredetét és a szerzői jogokat jelzi, nem szolgál a cikkben szereplő információk forrásmegjelöléseként.